# Daniël van Vlierden
Daniël van Vlierden (Hasselt, gedoopt 29 april 1651 - Hasselt, 21 juli, 1716) was een Zuid-Nederlands houtbewerker en beeldsnijder. De belangrijkste bewaard gebleven ensembles uit zijn oeuvre zijn twee barokke biechtstoelenreeksen in Beringen en Maastricht. Zijn werk kan gekenschetst worden als gedegen en expressief, maar wellicht minder zwierig en virtuoos dan dat van sommigen van zijn tijdgenoten.

## Biografische schets
Daniël van Vlierden werd geboren als vijfde van zes kinderen van de beeldhouwer Marcus van Vlierden en diens echtgenote Elisabeth Pijlmans. Zijn vader was een Antwerps beeldhouwer, die zich omstreeks 1641-42 in in het toenmalige prinsbisdom Luik vestigde, waarschijnlijk om de zware concurrentie in Antwerpen te ontlopen. Hij vestigde zich in de Maastrichterstraat in Hasselt, in een huis dat 'De Biechtstoel' werd genoemd, een duidelijke verwijzing naar zijn activiteiten als vervaardiger van (voornamelijk) kerkmeubilair. In de Hasseltse stadsrekeningen wordt hij genoemd als Marcus "den Beeltsnijder". Zijn zonen Bartholomeus en Daniël traden in zijn voetspoor. Daniël was pas zeven jaar oud toen zijn vader in 1658 overleed.
Op 9 mei 1676 trad Daniël in Hasselt in het huwelijk met Catharina Gielen, met wie hij zeven kinderen zou krijgen. Het echtpaar verhuisde naar het huis 'De Witte Haen' in de Demerstraat. In 1678 werd hij aangesteld als rentmeester van de Sint-Quintinuskerk, een functie die hij tot 1685 bleef uitoefenen.
Daniël van Vlierden en zijn vrouw Catharina overleden kort na elkaar in 1716 en 1717. Van hun kinderen overleefden slechts zoon Hendrik-Lambert en hun twee dochters Elisabeth en Maria hun ouders. Na 1750 komt geen enkele Van Vlierden voor in het Hasseltse stadsarchief.

## Werken
In 1674 werkte Daniël van Vlierden mee aan de bouw van de kloosterkapel van het Hasseltse Bonnefantenklooster. Hij leverde onder andere een tweetal poorten, twee gebeeldhouwde wapenschilden en een bas-reliëf voor de gevel, sluitstenen, en een communiebank en een tabernakel voor het interieur. Na de afbraak van de kapel, is de inboedel grotendeels verdwenen. Tussen 1682 en 1689 leverde hij, in samenwerking met de Tongerse schrijnwerker Jan Caproens, vier zijaltaren voor de kerk van het Sint-Catharinabegijnhof aldaar.
Van 1683 tot 1699 werkte Van Vlierden aan de vernieuwing van het kerkmeubilair van de Sint-Pietersbandenkerk in Beringen, waaronder het hoogaltaar, het koorgestoelte, een serie biechtstoelen die in de lambrisering waren ingebouwd, het oksaal met de bijbehorende orgelkast, het Heilig Graf van Christus in de noordbeuk, engelenfiguren voor onder andere het kerkportaal en diverse reliekkasten. Bij deze opdracht werkte hij aanvankelijk samen met de schrijnwerker Jan Rutten uit Sint-Truiden, later met Tilman Jansen uit Hasselt. Een deel van de lambrisering en biechtstoelen voerde hij uit naar een ouder ontwerp van Artus Quellinus de Jonge. Het enige gesigneerde werk van Van Vlierden is een van de zeven biechtstoelen in Maastricht. Waarschijnlijk vervaardigde hij alle zeven biechtstoelen in de Sint-Servaasbasiliek aldaar, oorspronkelijk bedoeld voor de Dominicanenkerk, na de sluiting van die kerk in 1805 overgebracht naar de eerstgenoemde. De biechtstoelen, elk met twee bijna levensgrote beelden van heiligen en Bijbelse figuren, geven blijk van Van Vlierdens vaardigheid als beeldsnijder.
In Hasselt zelf is weinig werk van Van Vlierden bewaard gebleven. Een Heilig Kruisaltaar dat in 1705 door de Onze-Lieve-Vrouwebroederschap werd besteld voor hun kapel in de Sint-Quintinuskerk, werd in 1893 verkocht aan een Antwerpse antiquair. Waarschijnlijk is het beeld van Sint-Joris en de draak boven het Sint-Sebastiaansaltaar in dezelfde kerk van zijn hand, evenals een gildebord van de Hasseltse rederijkerskamer De Roode Roos in museum Het Stadsmus.

St-Joris en de draak, Hasselt
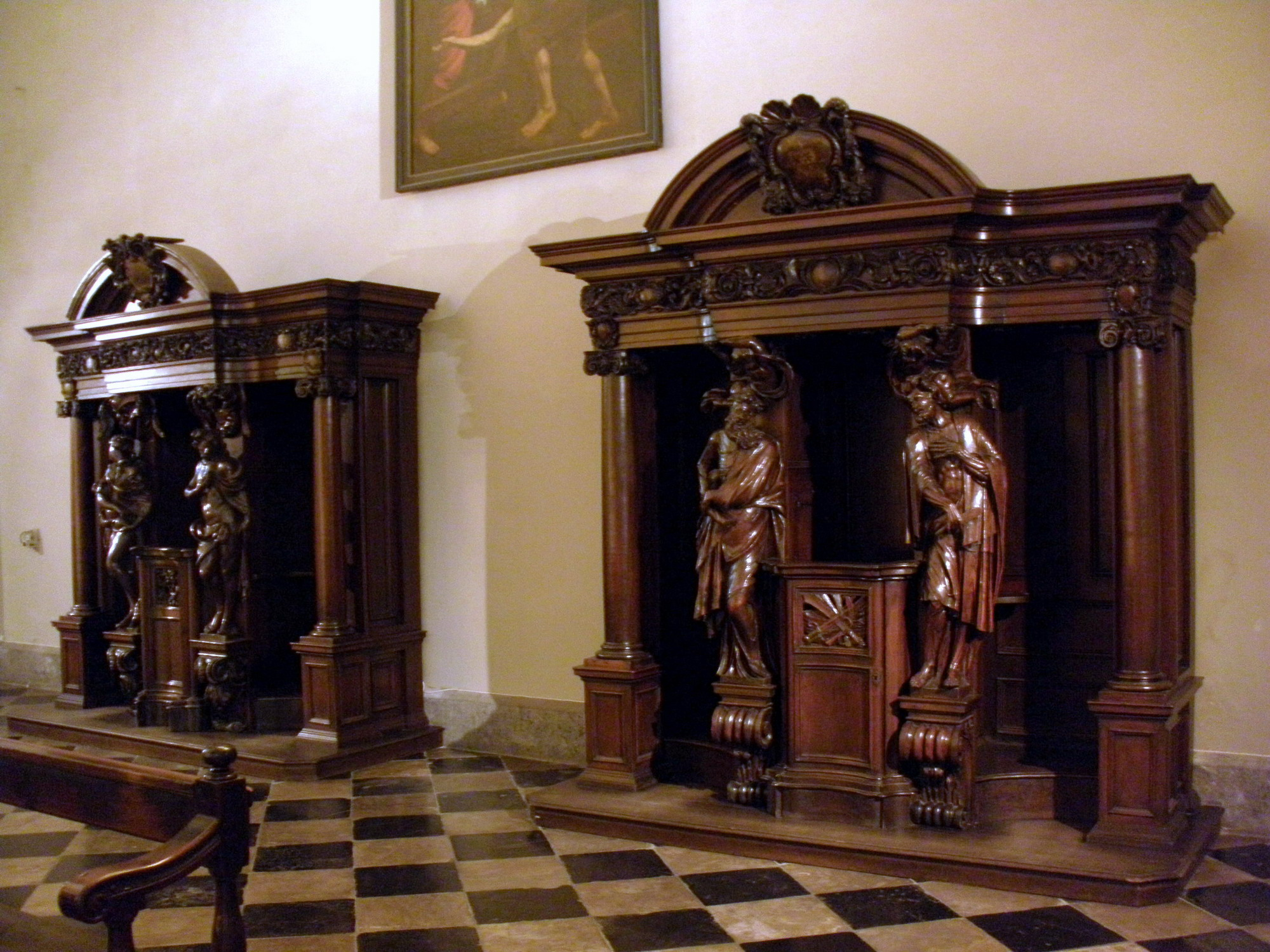
Biechtstoelen, Maastricht
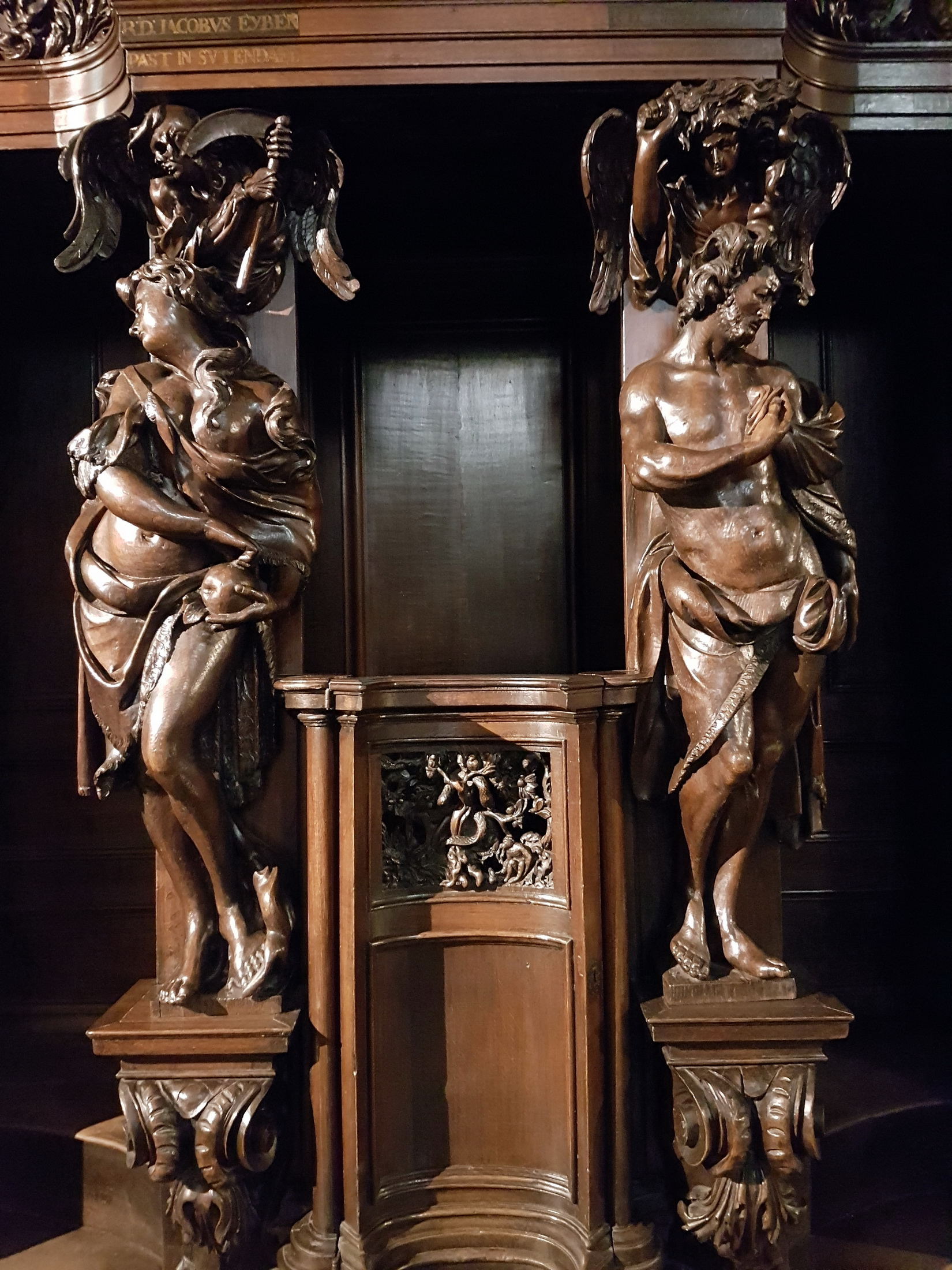
Idem, detail
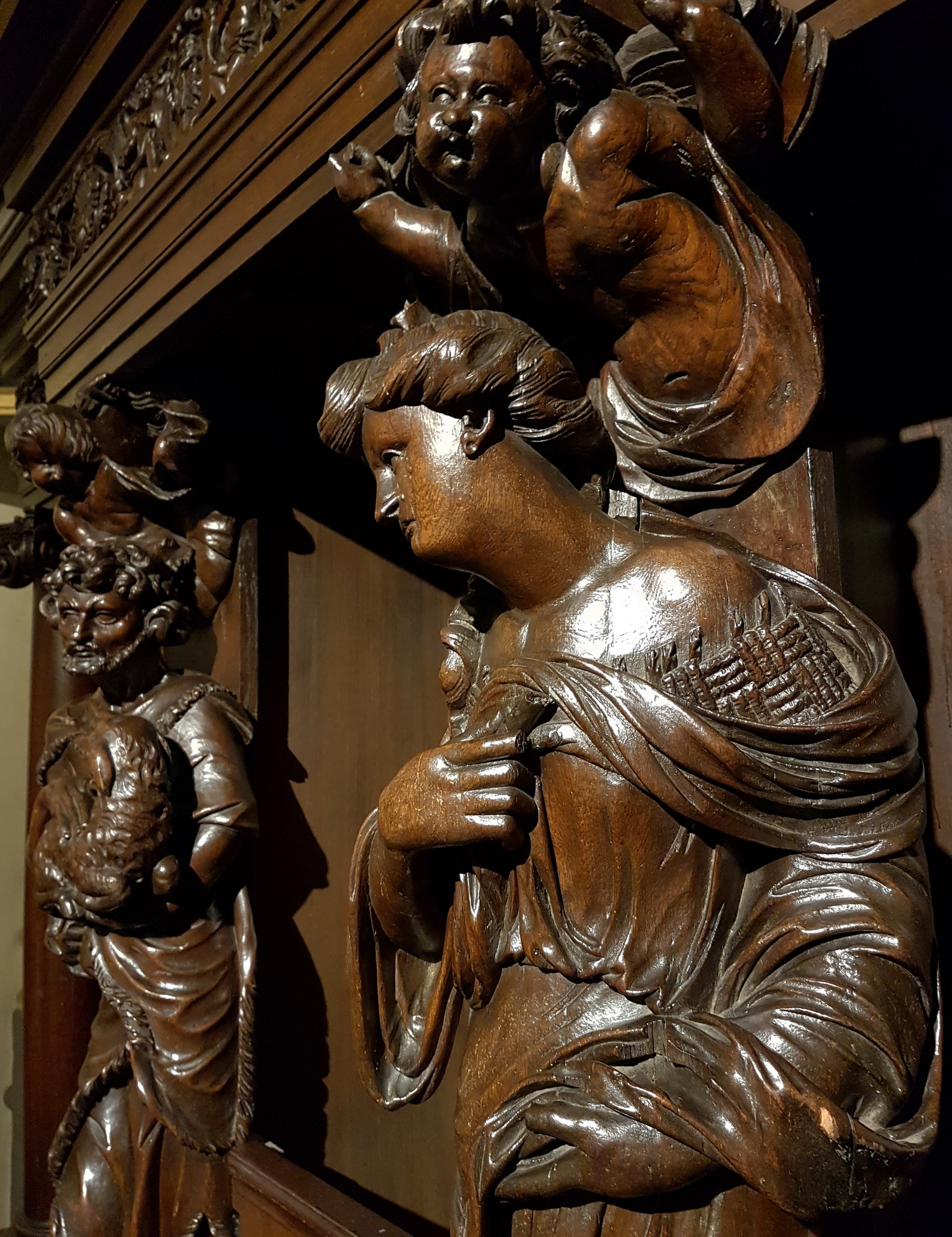
Idem, detail